# Internationale Spieltage
La Internationale Spieltage chiamata anche SPIEL, o in italiano semplicemente Fiera di Essen, è una fiera annuale dedicata a giochi e giocattoli, che si svolge in quattro giorni nel mese di ottobre (da giovedì alla domenica) a Essen. Durante la fiera vengono presentati al pubblico molti nuovi giochi da tavolo.

## La manifestazione
A differenza dell'altra principale fiera di giochi tedesca, la Fiera del giocattolo di Norimberga ("Nürnberger Spielwarenmesse"), è aperta anche ai consumatori, oltre che a editori e progettisti di giochi. Le dimensioni dell'evento sono in continua crescita: all'edizione del 2015 hanno partecipato circa 800 espositori provenienti da 40 nazioni ed è stata visitata da 162'000 persone.
È correntemente la più grande convention di giochi da tavolo, di ruolo, di carte, seguita dalla Gen Con Indy a Indianapolis. Durante la fiera, editori e progettisti di giochi dimostrano i loro nuovi prodotti, rivenditori che vendono giochi a prezzi scontati e si svolge un grande mercato dell'usato con una vasta scelta di giochi. Inoltre una sala è dedicata ai venditori di fumetti e una o due a materiale dedicato ai giochi di ruolo da tavolo e dal vivo, infine un'altra dedicata a giochi gonfiabili e ad attività per i bambini. A volte presenta anche videogiochi.
La fiera si svolge nei padiglioni del Messe Essen, nel quartiere di Rüttenscheid, nella parte meridionale della città.

## I premi
Durante la fiera vengono consegnati i premi Deutscher Spiele Preis ("Premio tedesco per giochi"), International Gamers Award e Essener Feder.

## Galleria d'immagini

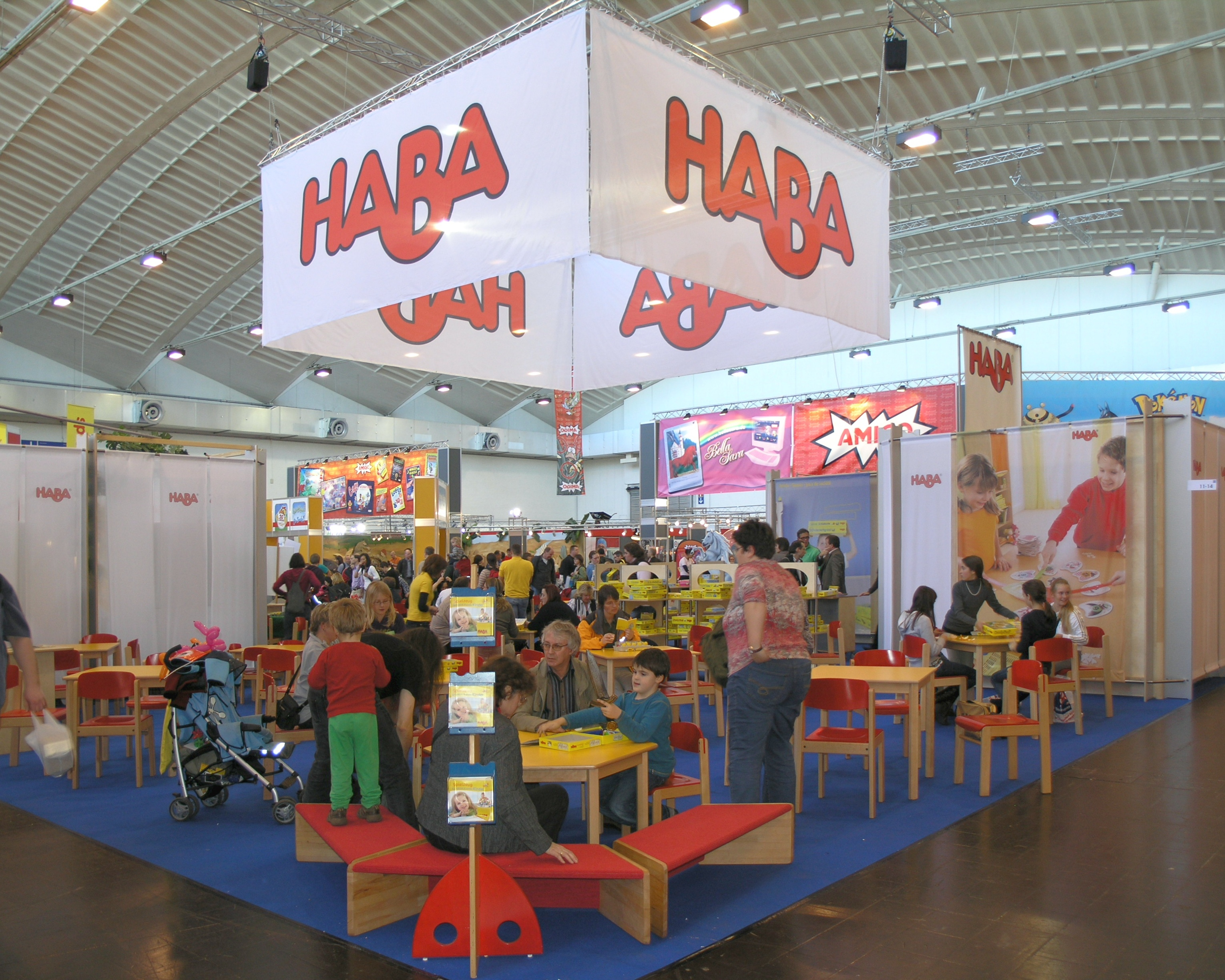
Padiglione della HABA
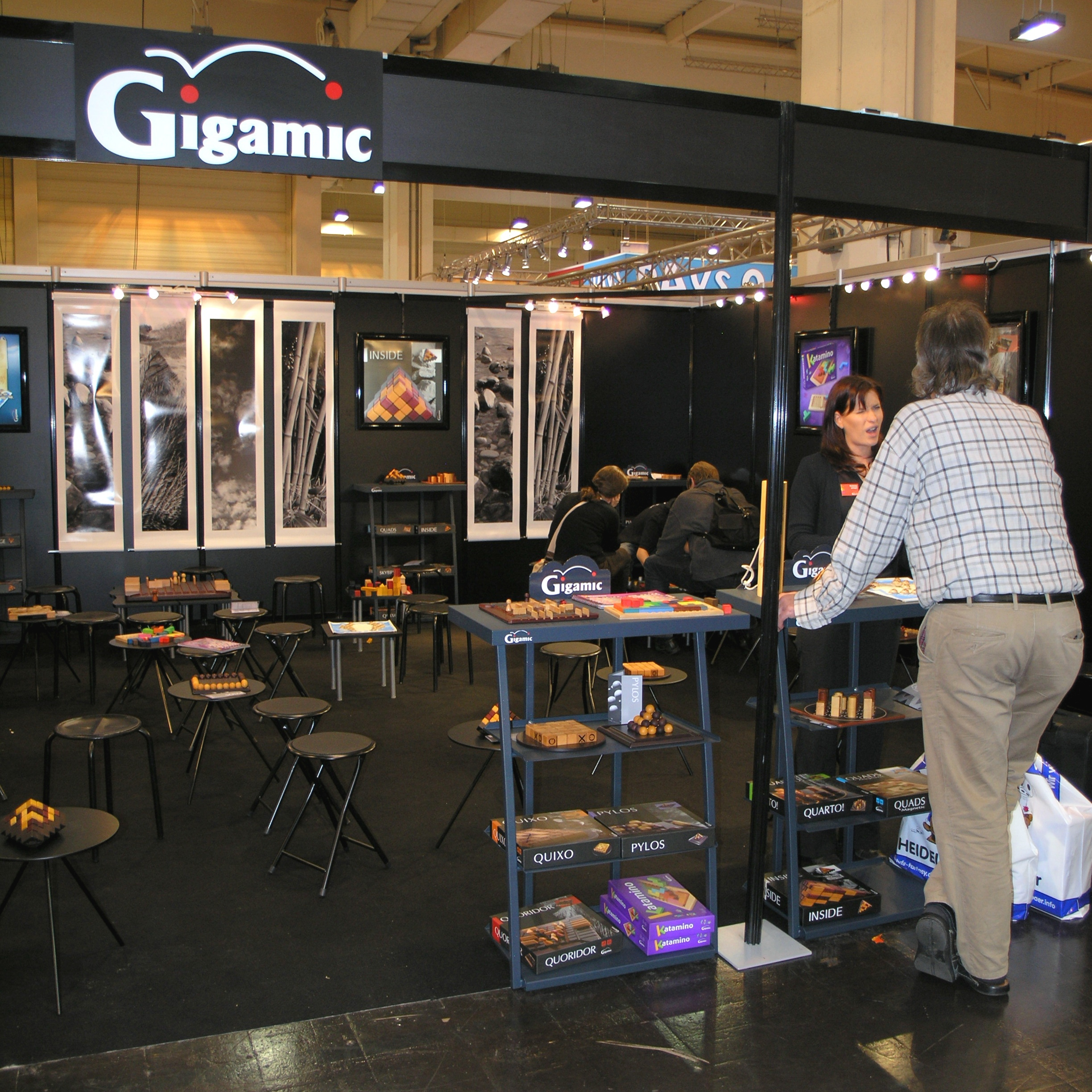
Padiglione della Gigamic
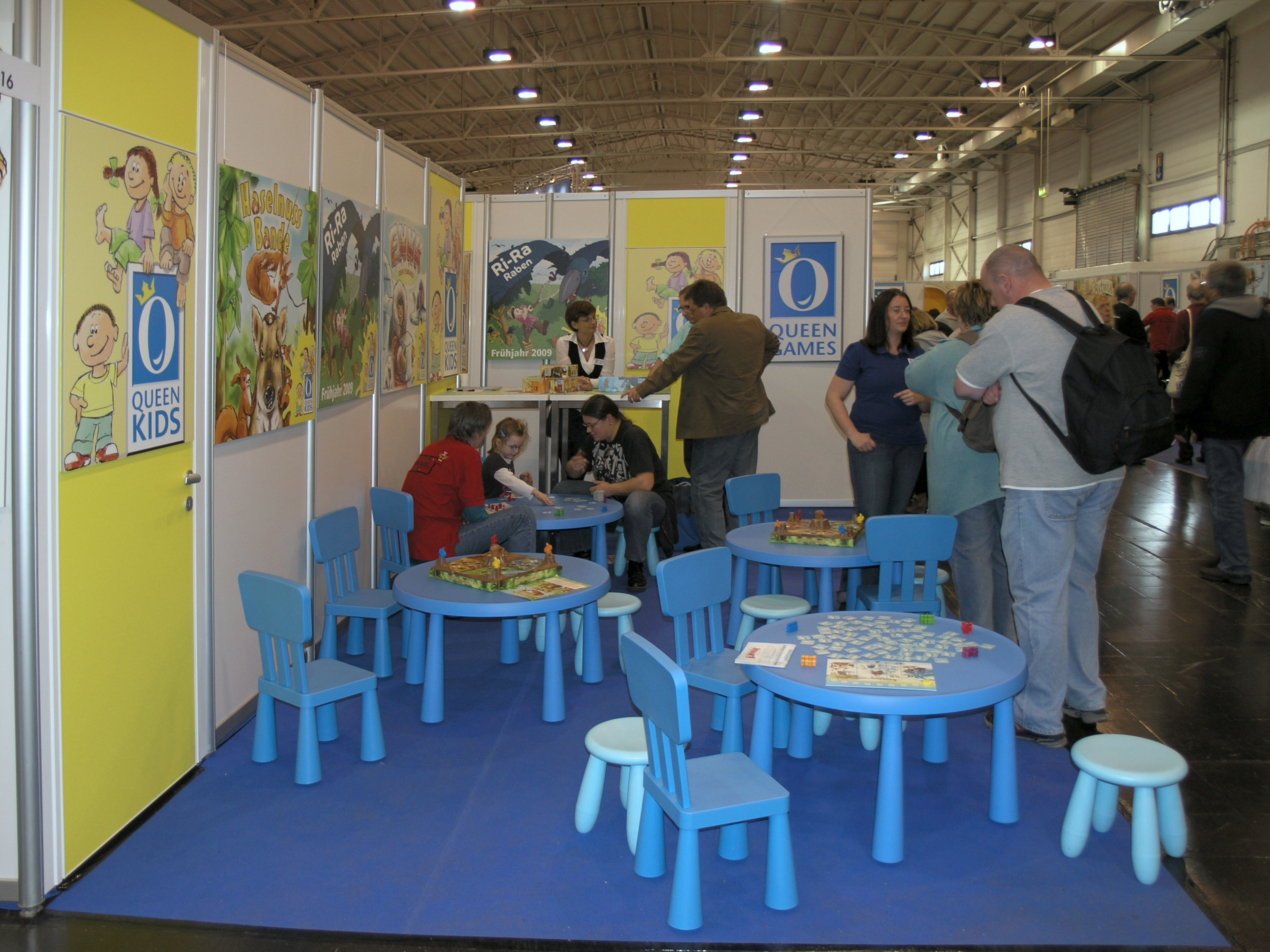
Padiglione della Queen Games
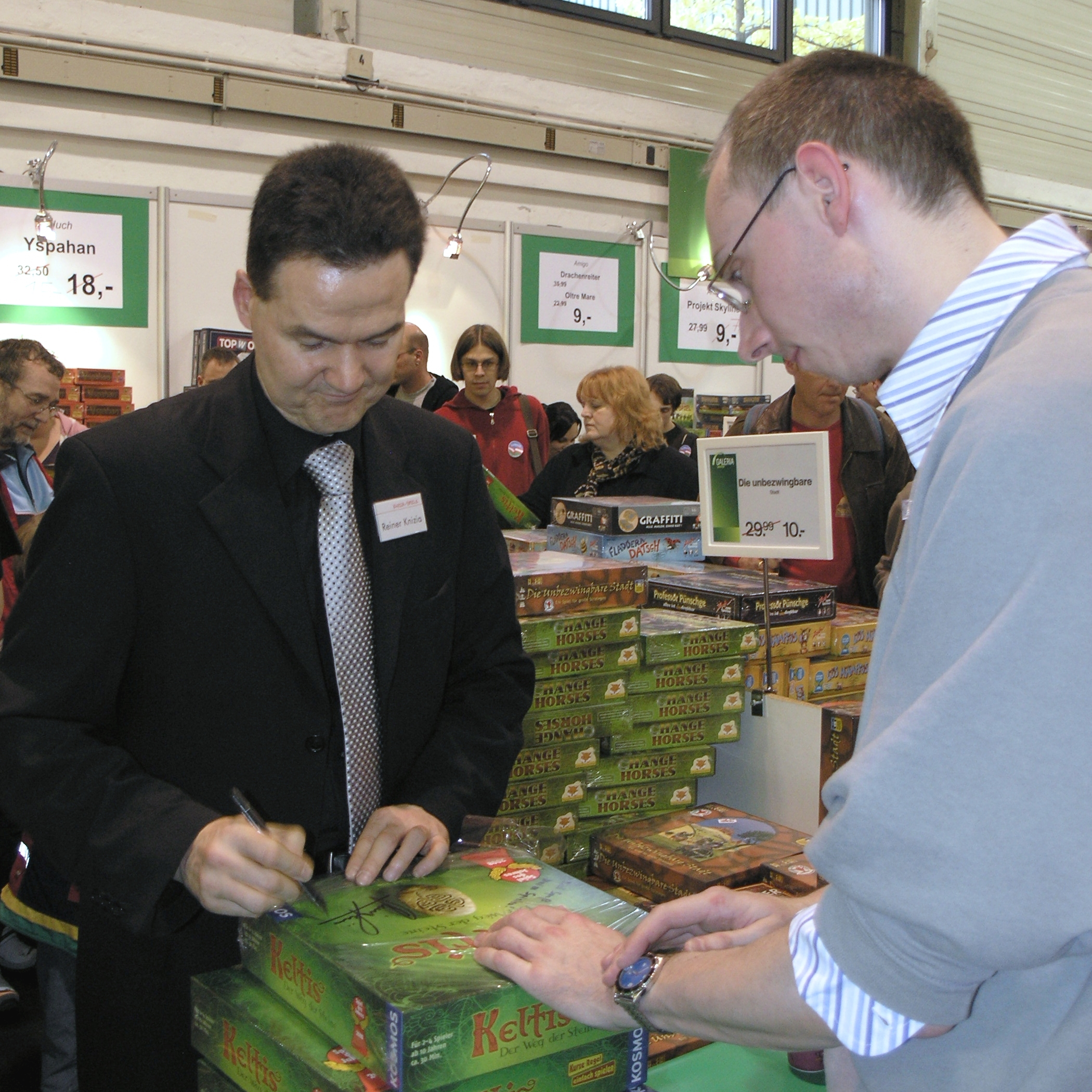
Reiner Knizia mentre firma autografi alla fiera
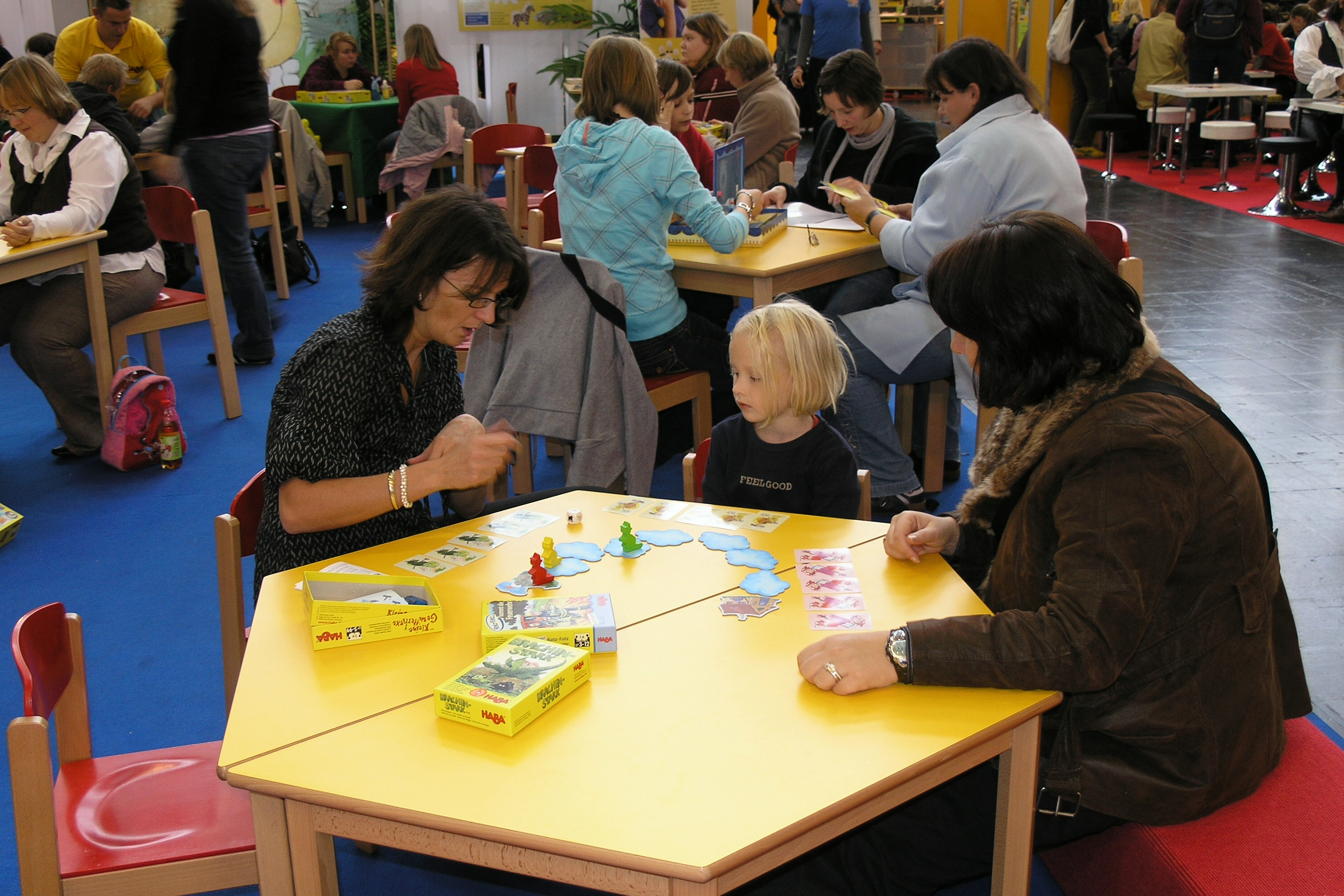
Famiglia ad un tavolo del padiglione HABA